# 木内信蔵
木内 信蔵（きうち しんぞう、1910年11月19日 - 1993年4月7日）は、日本の地理学者。専門は人文地理学。東京大学名誉教授。

## 経歴
東京出身。浦和高等学校卒、東京帝国大学理学部地理学科卒。大学院、理学部助手、講師を経て、1949年に東京大学教養学部助教授。1950年「都市の地理学的研究」で東京大学より理学博士の学位を取得。1954年、教養学部に人文地理学教室を創設。1956年に教授。1971年、定年退官、名誉教授、成城大学教授。1975年、ジョージ・デビッドソン賞受賞。1981年、定年退任。1959年、ベルリン地理学協会から日本人初のカール・リッター賞を受けた。

## 著書
- 『人文地理学』（至文堂） 1951
- 『都市地理学研究』（古今書院） 1951
- 『集落都市』（研究社出版、研究社学生文庫） 1953
- 『村と町と都市』（講談社の学習図鑑） 1953
- 『人文地理辞典』（弘文堂、アテネ文庫、地理学基礎講座） 1954
- 『図説日本地理 5 東京・関東』（偕成社） 1957
- 『わが国土・日本の地理』（偕成社、目で見る学習百科） 1960
- 『地域概論 その理論と応用』（東京大学出版会） 1968
- 『自然との語らい』（古今書院） 1976
- 『都市地理学原理』（古今書院） 1979
- 『人文地理』（古今書院） 1985

## 共編著
- 『日本の地理』（編、有斐閣、らいぶらりいしりいず） 1956 - 1962
- 『集落地理講座』全4巻（藤岡謙二郎, 矢嶋仁吉共編、朝倉書店） 1957 - 1959
- 『現代の地理』（編、毎日新聞社、毎日ライブラリー） 1960
- 『人文地理』（青野寿郎共編、青林書院、大学教養演習講座） 1960
- 『少年少女学習百科全集 2 日本の国土』（佐藤久共著、講談社） 1962
- 『世界の地理』（編、世界文化社、カラー図鑑百科） 1969
- 『広域中心都市 道州制の基礎』（田辺健一共編著、古今書院） 1971
- 『人間と都市環境 日本地域開発センター研究報告 3 (広域圏)』（川野重任共編、鹿島出版会） 1975

## 翻訳
- 『メガロポリス』（J・ゴットマン、石水照雄共訳、鹿島研究所出版会、SD選書） 1967
- 『新しい都市の人間像』（R・イールズ, C・ワルトン編、監訳、鹿島研究所出版会、SD選書） 1971
- 『都市地理学』（J・ボージュ・ガルニエ, G・シャボー、谷岡武雄共訳、鹿島研究所出版会） 1971
- 『都市と広域』（R・E・ディキンソン、矢崎武夫共訳、鹿島研究所出版会） 1974

## 記念論集
- 『地理学献呈論文集 木内信蔵教授退官記念』全4巻 1973